# Wolf's Lair Abyss
Pour les articles homonymes, voir Lair (homonymie).
Albums de Mayhem
De Mysteriis Dom Sathanas
(1994) Mediolanum Capta Est
(1999)
Wolf’s Lair Abyss est un mini-album du groupe de black metal norvégien Mayhem sorti en 1997, par la maison de disques anglaise Misanthropy Records.
C'est la première œuvre du groupe, à la suite de leur reformation en 1995, après l'emprisonnement des anciens membres Varg Vikernes et Snorre Ruch pour l'assassinat du créateur et leader du groupe Øystein Aarseth.

## Liste des titres
Tout a été composé par Mayhem.
1. The vortex void of inhumanity
2. I am the labyrinth
3. Fall of seraphs
4. Ancient skin
5. Symbols of bloodswords

## Line-up
- Maniac : Chant
- Jørn Stubberud : Basse
- Rune Eriksen : Guitare
- Hellhammer : Batterie
- Kristopher Rygg : Production